# NGC 7721
NGC 7721 (również PGC 72001) – galaktyka spiralna (Sc), znajdująca się w gwiazdozbiorze Wodnika. Odkrył ją William Herschel 10 września 1785 roku.
W galaktyce tej zaobserwowano supernową SN 2007le.